# Список наград и номинаций, полученных Мелом Бруксом
Ниже приводится список наград и номинаций, полученных американским актёром, сценаристом, режиссёром, продюсером, комиком и композитором Мелом Бруксом. 
За свою 70-летнюю карьеру в кино, театре и на телевидении Брукс получил премию «Оскар», четыре премии «Эмми», три премии «Тони», три премии «Грэмми» и был номинирован на шесть «Золотых глобусов» и одну BAFTA. Благодаря его победам «Тони» за мюзикл «Продюсеры» в 2001 году он стал одним из восемнадцати человек, получивших премии «Эмми», «Грэмми», «Оскар» и «Тони». Дополнительно, он получил премию Центра Кеннеди в 2009, звезду на Голливудской «Аллее славы» в 2010, премию Американского института киноискусства за пожизненные достижения в 2013, British Film Institute Fellowship в 2015, Национальную медаль США в области искусств в 2016 и BAFTA Fellowship в 2017.

## Основные премии

### Премия «Оскар»
| Год  | Категория                      | Номинированная работа             | Результат | Пр.   |
| ---- | ------------------------------ | --------------------------------- | --------- | ----- |
| 1969 | Лучший оригинальный сценарий   | Продюсеры                         | Победа    | [ 2 ] |
| 1975 | Лучший адаптированный сценарий | Молодой Франкенштейн              | Номинация | [ 3 ] |
| 1975 | Лучшая оригинальная песня      | Blazing Saddles, Сверкающие сёдла | Номинация | [ 3 ] |

### Премия «Эмми»
| Год                          | Категория                                          | Номинированная работа                                            | Результат             | Пр.                   |
| Дневная премия «Эмми»        | Дневная премия «Эмми»                              | Дневная премия «Эмми»                                            | Дневная премия «Эмми» | Дневная премия «Эмми» |
| ---------------------------- | -------------------------------------------------- | ---------------------------------------------------------------- | --------------------- | --------------------- |
| 2005                         | Лучшее исполнение в анимационной программе         | Приключения Пигли Уинкса                                         | Номинация             | [ 4 ]                 |
| Прайм-таймовая премия «Эмми» |                                                    |                                                                  |                       |                       |
| 1956                         | Лучший сценарий комедийного телесериала            | Час Сизара                                                       | Номинация             | [ 5 ]                 |
| 1957                         | Лучший сценарий комедийного телесериала            | Час Сизара                                                       | Номинация             | [ 5 ]                 |
| 1958                         | Лучший сценарий комедийного телесериала            | Час Сизара                                                       | Номинация             | [ 5 ]                 |
| 1966                         | Лучший сценарий комедийного телесериала            | Напряги извилины                                                 | Номинация             | [ 5 ]                 |
| 1967                         | Лучший сценарий для варьете-телесериала            | The Sid Caesar, Imogene Coca, Carl Reiner, Howard Morris Special | Победа                | [ 5 ]                 |
| 1997                         | Лучший приглашённый актёр в комедийном телесериале | Без ума от тебя                                                  | Победа                | [ 5 ]                 |
| 1998                         | Лучший приглашённый актёр в комедийном телесериале | Без ума от тебя                                                  | Победа                | [ 5 ]                 |
| 1999                         | Лучший приглашённый актёр в комедийном телесериале | Без ума от тебя                                                  | Победа                | [ 5 ]                 |
| 2012                         | Лучший варьете-спецвыпуск                          | Mel Brooks and Dick Cavett Together Again                        | Номинация             | [ 5 ]                 |
| 2013                         | Лучший варьете-спецвыпуск                          | Mel Brooks Strikes Back: With Mel Brooks and Alan Yentob         | Номинация             | [ 5 ]                 |
| 2015                         | Лучший варьете-спецвыпуск                          | Mel Brooks: Live at the Geffen                                   | Номинация             | [ 5 ]                 |
| 2015                         | Лучший сценарий для варьете-спецвыпуска            | Mel Brooks: Live at the Geffen                                   | Номинация             | [ 5 ]                 |
| 2015                         | Лучший приглашённый актёр в комедийном телесериале | Комедианты                                                       | Номинация             | [ 5 ]                 |

### Премия «Грэмми»
| Год  | Категория                                     | Номинированная работа                                      | Результат | Пр.   |
| ---- | --------------------------------------------- | ---------------------------------------------------------- | --------- | ----- |
| 1961 | Лучший комедийный альбом                      | 2000 Year Old Man                                          | Номинация | [ 6 ] |
| 1962 | Лучший комедийный альбом                      | 2000 and One Years with Carl Reiner and Mel Brooks         | Номинация | [ 6 ] |
| 1964 | Лучший комедийный альбом                      | Carl Reiner and Mel Brooks at the Cannes Film Festival     | Номинация | [ 6 ] |
| 1982 | Лучший комедийный альбом                      | The Inquisition (Mel Brooks' History Of The World, Part I) | Номинация | [ 6 ] |
| 1999 | Лучший комедийный альбом                      | The 2000 Year Old Man in the Year 2000                     | Победа    | [ 6 ] |
| 2002 | Лучший музыкальный театральный альбом         | The Producers                                              | Победа    | [ 6 ] |
| 2002 | Лучшее музыкальное видео — Длинная форма      | Recording The Producers: A Musical Romp With Mel Brooks    | Победа    | [ 6 ] |
| 2007 | Лучшая песня, написанная для визуальных медиа | There's Nothing Like A Show On Broadway, Продюсеры         | Номинация | [ 6 ] |
| 2009 | Лучший музыкальный театральный альбом         | Young Frankenstein                                         | Номинация | [ 6 ] |
| 2023 | Лучшая аудиокнига, запись повествования       | All About Me!                                              | Номинация | [ 7 ] |

### Премия «Тони»
| Год  | Категория                          | Номинированная работа | Результат | Пр.   |
| ---- | ---------------------------------- | --------------------- | --------- | ----- |
| 2001 | Лучший мюзикл                      | Продюсеры             | Победа    | [ 8 ] |
| 2001 | Лучшее либретто мюзикла            | Продюсеры             | Победа    | [ 8 ] |
| 2001 | Лучшие оригинальные музыка и слова | Продюсеры             | Победа    | [ 8 ] |

## Отраслевые премии

### Премия Британской Академии в области кино
| Год  | Категория       | Номинированная работа | Результат | Пр.   |
| ---- | --------------- | --------------------- | --------- | ----- |
| 1975 | Лучший сценарий | Сверкающие сёдла      | Номинация | [ 9 ] |

### Премия «Золотой глобус»
| Год  | Категория                                | Номинированная работа                              | Результат | Пр.    |
| ---- | ---------------------------------------- | -------------------------------------------------- | --------- | ------ |
| 1969 | Лучший сценарий                          | Продюсеры                                          | Номинация | [ 10 ] |
| 1977 | Лучшая мужская роль — комедия или мюзикл | Немое кино                                         | Номинация | [ 11 ] |
| 1978 | Лучшая мужская роль — комедия или мюзикл | Страх высоты                                       | Номинация | [ 12 ] |
| 1978 | Лучший фильм — комедия или мюзикл        | Страх высоты                                       | Номинация | [ 13 ] |
| 2006 | Лучший фильм — комедия или мюзикл        | Продюсеры                                          | Номинация | [ 14 ] |
| 2006 | Лучшая оригинальная песня                | There's Nothing Like a Show on Broadway, Продюсеры | Номинация | [ 15 ] |

### Премия Гильдии сценаристов США
| Год  | Категория                                | Номинированная работа | Результат | Пр. |
| ---- | ---------------------------------------- | --------------------- | --------- | --- |
| 1969 | Лучший сценарий – Комедия                | Продюсеры             | Номинация |     |
| 1969 | Лучший оригинальный сценарий             | Продюсеры             | Победа    |     |
| 1971 | Лучший адаптированный сценарий – Комедия | Двенадцать стульев    | Номинация |     |
| 1975 | Лучший адаптированный сценарий – Комедия | Молодой Франкенштейн  | Номинация |     |
| 1975 | Лучший оригинальный сценарий – Комедия   | Сверкающие сёдла      | Победа    |     |
| 1977 | Лучший оригинальный сценарий – Комедия   | Немое кино            | Номинация |     |

## Театральные премии

### Премия «Драма Деск»
| Год  | Категория               | Номинированная работа | Результат | Пр.    |
| ---- | ----------------------- | --------------------- | --------- | ------ |
| 2001 | Лучший мюзикл           | Продюсеры             | Победа    | [ 16 ] |
| 2001 | Лучшее либретто мюзикла | Продюсеры             | Победа    | [ 17 ] |
| 2001 | Лучшие слова            | Продюсеры             | Победа    | [ 18 ] |
| 2008 | Лучшие слова            | Молодой Франкенштейн  | Номинация | [ 19 ] |

### Премия Лиги Драмы
| Год  | Категория                 | Номинированная работа | Результат | Пр.    |
| ---- | ------------------------- | --------------------- | --------- | ------ |
| 2001 | Лучшая постановка мюзикла | Продюсеры             | Победа    |        |
| 2008 | Лучшая постановка мюзикла | Молодой Франкенштейн  | Номинация | [ 20 ] |

### Премия Лоренса Оливье
| Год  | Категория           | Номинированная работа | Результат | Пр.           |
| ---- | ------------------- | --------------------- | --------- | ------------- |
| 2005 | Лучший новый мюзикл | Продюсеры             | Победа    | [ 21 ] [ 22 ] |

### New York Drama Critics' Circles
| Год  | Категория     | Номинированная работа | Результат | Пр.    |
| ---- | ------------- | --------------------- | --------- | ------ |
| 2001 | Лучший мюзикл | Продюсеры             | Победа    | [ 23 ] |

### Outer Critics Circle Awards
| Год  | Категория                       | Номинированная работа | Результат | Пр.    |
| ---- | ------------------------------- | --------------------- | --------- | ------ |
| 2001 | Лучший бродвейский мюзикл       | Продюсеры             | Победа    | [ 24 ] |
| 2008 | Лучший новый бродвейский мюзикл | Молодой Франкенштейн  | Победа    | [ 25 ] |
| 2008 | Лучшая новая музыка к мюзиклу   | Молодой Франкенштейн  | Номинация | [ 25 ] |

## Специальные премии и почести
| Год  | Категория                                        | Премия                                     | Результат | Пр.           |
| ---- | ------------------------------------------------ | ------------------------------------------ | --------- | ------------- |
| 1987 | Премия за пожизненные достижения в комедии       | American Comedy Awards                     | Победа    |               |
| 1997 | Премия за пожизненные не достижения – Зал позора | Stinkers Bad Movie Awards                  | Номинация | [ 26 ]        |
| 2003 | Премия Лорел за достижения в сценариях           | Премия Гильдии сценаристов США             | Победа    | [ 27 ]        |
| 2009 | Почётная премия                                  | Премия Эрнста Любича                       | Победа    | [ 28 ] [ 29 ] |
| 2009 | Премия Центра Кеннеди                            | Премия Центра Кеннеди                      | Победа    | [ 30 ]        |
| 2010 | Кинофильмы                                       | Голливудская «Аллея славы»                 | Победа    | [ 31 ] [ 32 ] |
| 2013 | Премия за пожизненные достижения                 | Американский институт киноискусства        | Победа    | [ 33 ] [ 34 ] |
| 2015 | British Film Institute Fellowship                | British Film Institute Fellowship          | Победа    | [ 35 ] [ 36 ] |
| 2016 | Национальная медаль США в области искусств       | Национальная медаль США в области искусств | Победа    | [ 37 ] [ 38 ] |
| 2017 | Academy Fellowship                               | Премия Британской Академии в области кино  | Победа    | [ 39 ]        |

## Разные премии
| Год  | Премия                                                                          | Номинированная работа                       | Результат | Пр.    |
| ---- | ------------------------------------------------------------------------------- | ------------------------------------------- | --------- | ------ |
| 1963 | CINE Golden Eagle Award                                                         | Критик                                      | Победа    | [ 40 ] |
| 1975 | Премия «Хьюго» за лучшую постановку                                             | Молодой Франкенштейн                        | Победа    | [ 41 ] |
| 1976 | Премия «Небьюла» за лучший сценарий                                             | Молодой Франкенштейн                        | Победа    | [ 42 ] |
| 1976 | Премия «Сатурн» за лучшую режиссуру                                             | Молодой Франкенштейн                        | Победа    |        |
| 1981 | 1981 Stinkers Bad Movie Award за худший фильм                                   | Всемирная история, часть I                  | Номинация | [ 43 ] |
| 1984 | Премия «Серебряная лента» за лучшую иностранную мужскую роль                    | Быть или не быть                            | Номинация |        |
| 1987 | Stinkers Bad Movie Award за худший фильм                                        | Космические яйца                            | Победа    | [ 44 ] |
| 1997 | American Comedy Award за самое смешное мужское гостевое появление в телесериале | Без ума от тебя                             | Победа    |        |
| 2000 | American Comedy Award за самое смешное мужское гостевое появление в телесериале | Без ума от тебя                             | Победа    |        |
| 2007 | 1981 Stinkers Bad Movie Award за самую болезненно несмешную комедию             | Всемирная история, часть I                  | Победа    |        |
| 2007 | 1981 Stinkers Bad Movie Award за худшую песню                                   | The Inquisition, Всемирная история, часть I | Номинация |        |

- Заметка: Премия Stinkers указана дважды, поскольку тот же бюллетень, проведённый в 1981 году, был пересмотрен в 2007 году.